# ضرب المثل

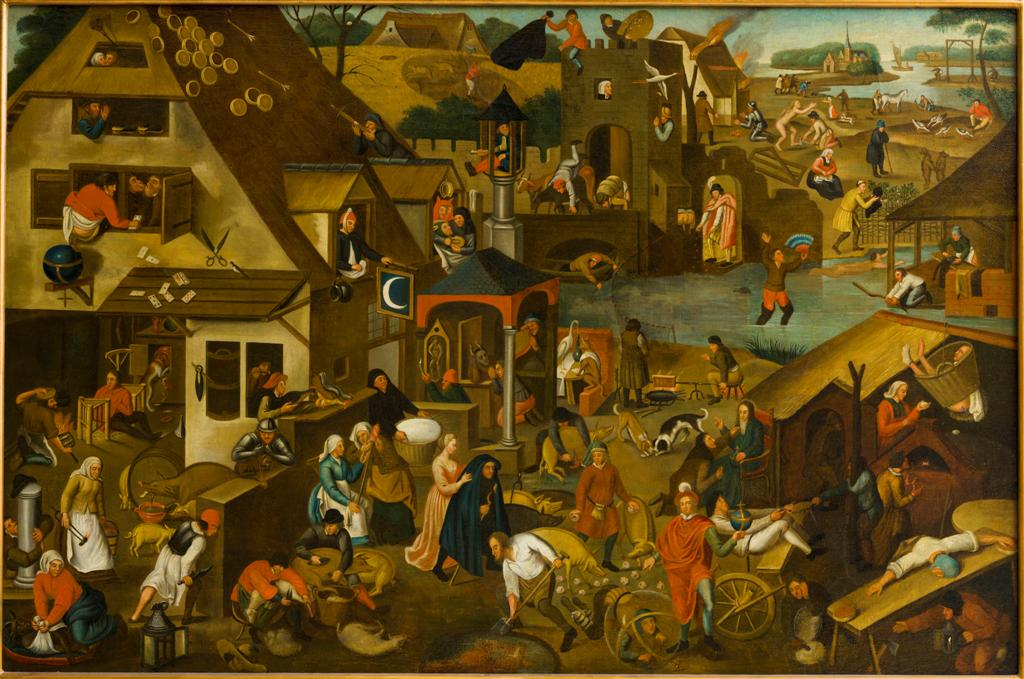

ضرب المثل مِنْ أكثرِ أساليبِ التعبيرِ الشعبيةِ انتشاراً وشيوعاً، ولا تخلو منها أيَّةُ ثقافةٍ، إذْ نجدها تعكسُ مشاعرَ الشعوبِ على اختلافِ طبقاتِها وانتمائِها، وتُجسدُ أفكارَها وتصوراتِها وعاداتِها وتقاليدِها ومعتقداتِها ومعظمِ مظاهرِ حياتِها في صورةٍ حيَّةٍ وفي دلالةٍ إنسانيةٍ شاملة، فهي بذلك عُصارَةُ حِكْمَةِ الشُّعوبِ وذاكرَتِها. وتَتَّسِمُ الأمثالُ بسرعةِ انتشارِها وتداوُلِها مِنْ جيلٍ إلى آخر، وانتقالِها من لغةٍ إلى أخرى عبرَ الأزمنةِ والأمْكِنةِ، بالإضافةِ إلى إيجازِ نصِّها وجمالِ لفظِها وكثافةِ معانيها.
ولقد حَظِيَتْ الأمثالُ الشعبيةُ باهتمامِ العَرَبِ والغَرْبِ على حدٍ سواء، ولعلَّ عنايةَ الأدباءِ العربِ بهذا النوعِ التعبيريِّ كانَ لها طابعٌ مميزٌ، نظراً للأهميةِ التي يكتسِبُها المثلُ في الثقافةِ العربية، فنجدُ ابنَ الأثيرِ يشيرُ إلى أهميتِها وهوَ يحيطُ المتصديَ لدراسةِ الأمثالِ علماً أنَّ «الحاجةَ إليها شديدةٌ، وذلك أنَّ العربَ لمْ تَصُغِ الأمثالَ إلَّا لأسبابٍ أوجبَتْها وحوادثَ اقتَضَتْها، فصارَ المثلُ المضروبُ لأمرٍ مِنْ الأمورِ عندَهم كالعلامةِ التي يُعرَفُ بها الشيء».

## تعريف المثل الشعبي
لقد اعتنى العرب بالأمثال منذ القديم، فكان لكل ضرب من ضروب حياتهم مثل يستشهد به، وبلغت عناية اللغويين العرب حدا مميزا عن سواهم، إذ كان المثل بالنسبة إليهم يجسد اللغة الصافية إلى حد كبير، فأخذوا منها الشواهد وبنوا على أساسها شاهقات بنائهم اللغوي. ومن هنا فإن أول ما ينبغي على الباحث عن معنى كلمة «مثل» هو تقصيها في معاجم اللغة، ومن ثم النظر فيما جاء في كتب التراث وكتب الأمثال من تعاريف للمثل.

### تعريف المثل في معاجم اللغة
إن معنى مادة «مثل» يتوزع في معاجم اللغة بين هذه المفاهيم التي يختلط فيها المحسوس والمجرد:
«التسوية والمماثلة، الشبه والنظير، الحديث، الصفة، الخبر، الحذو، الحجة، الند، العبرة، الآية، المقدار، القالب، الانتصاب، نصب الهدف، الفضيلة، التصوير، الالتصاق بالأرض، الذهاب، الزوال، التنكيل، العقوبة، القصاص، الجهد، الفراش، النمط، الحجر المنقور، الوصف والإبانة» 
ولقد ورد في «لسان العرب» عن هذه المادة ما يلي:
«مثل: كلمة تسوية، يقال هذا مثله ومثله كما يقال شبهه وشبهه؛ قال ابن بري: الفرق بين المماثلة والمساواة أن المساواة تكون بين المختلفين في الجنس والمتفقين، لأن التساوي هو التكافؤ في المقدار لا يزيد ولا ينقص، وأما المماثلة فلا تكون إلا في المتفقين. والمثل: الحديث نفسه. والمثل: الشيء الذي يضرب لشيء مثلا فيجعل مثله، وفي الصحاح: ما يضرب به من الأمثال. قال الجوهري: ومثل الشيء أيضا صفته. قال بن سيده: وقوله عز من قائل: ﴿مثل الجنة التي وعد المتقون﴾ قال الليث: مثلها هو الخبر عنها، وقال أبو إسحاق: معناه صفة الجنة. ويقال: مثل زيد مثل فلان، إنما المثل مأخوذ من المثال والحذو، والصفة تحلية ونعت. ويقال: تمثل فلان ضرب مثلا، وتمثل بالشيء ضربه مثلا. وقد يكون المثل بمعنى العبرة ومنه قوله عز وجل: ﴿فجعلناهم سلفا ومثلا للآخرين﴾، فمعنى السلف أنا جعلناهم متقدمين يتعظ بهم الغابرون، ومعنى قوله مثلا أي عبرة يعتبر بها المتأخرون، ويكون المثل بمعنى الآية، قال الله عز وجل في صفة عيسى على نبينا وعليه الصلاة والسلام: ﴿وجعلناه مثلا لبني إسرائيل﴾ أي آية تدل على نبوته. والمثال: المقدار وهو من الشبه، والمثل ما جعل مثالا أي مقدارا لغيره يحذى عليه. والمثال: القالب الذي يقدر على مثله. أبو حنيفة: المثال قالب يدخل عين النصل في خرق في وسطه ثم يطرق غراراه حتى ينبسطا، والجمع أمثلة. وتماثل العليل: قارب البرء فصار أشبه بالصحيح من العليل المنهوك، وقيل: إن قولهم تماثل المريض من المثول والانتصاب كأنه هم بالنهوض والانتصاب. وفي حديث عائشة تصف أباها رضوان الله عليهما: فحنت له قسيها وامتثلوه غرضا أي نصبوه هدفا لسهام ملامهم وأقوالهم. وقد مثل الرجل، الضم، مثالة أي صار فاضلا، قال بن بري: المثالة حسن الحال. والأمثل: الأفضل. والطريقة المثلى: التي هي أشبه بالحق. والتمثال: الصورة. ومثل له الشيء: صوره حتى كأنه ينظر إليه. والماثل: القائم، والماثل: اللاطيء بالأرض، ومثل: لطيء بالأرض وهو من الأضداد. ومثل يمثل: زال عن موضعه. ومثل بالرجل مثلا ومثلة:. نكل به. والمثلة. العقوبة. وامتثل منه: اقتص. وقالوا: مثل ماثل أي جهد جاهد. والمثال: الفراش. والنمط. وحجر قد نقر في وجهه نقر.» 
ن إبراهيم الفارابي قد عرف المثل بقوله: «المثل ما تراضاه العامة والخاصة في لفظه ومعناه، حتى ابتذلوه فيما بينهم وفاهوا به في السراء والضراء، واستدروا به الممتنع من الدر، ووصلوا به إلى المطالب القصية، وتفرجوا به عن الكرب والمكربة، وهو من أبلغ الحكمة لأن الناس لا يجتمعون على ناقص أو مقصر في الجودة أو غير مبالغ في بلوغ المدى في النفاسة»
ويقول السيوطي في تعريف المثل نقلا عن المرزوقي صاحب كتاب «شرح الفصيح» إنه: «جملة من القول مقتضبة من أصلها أو مرسلة بذاتها، فتتسم بالقبول وتشتهر بالتداول فتنتقل عما وردت فيه إلى كل ما يصح قصده بها، من غير تغيير يلحقها في لفظها وعما يوجه الظاهر إلى أشباهه من المعاني، فلذلك تضرب وإن جهلت أسبابها التي خرجت عليها، واستجيز من الحذف ومضارع ضرورات الشعر فيها ما لا يستجاز في سائر الكلام» 
نجد الميداني قد استهل كتابه «مجمع الأمثال» بعرض آراء بعض أهل اللغة والأدب والكلام، إذ يذكر رأي المبرد قائلا: «المثل مأخوذ من المثال، وهو قول سائر يشبه به حال الثاني بالأول والأصل فيه التشبيه. فحقيقة المثل ما جعل كالعلم للتشبيه بحال الأول، كقول كعب بن زهير:
كانت مواعيد عرقوب لها مثلا

وما مواعيدها إلا الأباطيل
فمواعيد عرقوب علم لكل ما لا يصح من المواعيد» 
وينتقل الميداني بعد ذلك إلى عرض رأي كل من إبراهيم النظام وابن المقفع قائلا: «وقال إبراهيم النظام: يجتمع في المثل أربعة لا تجتمع في غيره من الكلام: إيجاز اللفظ وإصابة المعنى وحسن التشبيه وجودة الكناية، فهو نهاية البلاغة. وقال ابن المقفع: إذا جعل الكلام مثلا كان أوضح للمنطق وآنق للسمع وأوسع لشعوب الحديث» 
ويختم الميداني مقدمة المجمع برأي شخصي إذ يقول: «أربعة أحرف سمع فيها فعل وفعل، وهي مثل ومثل، وشبه وشبه، وبدل وبدل، ونكل ونكل، فمثل الشيء ومثله وشبهه وشبهه: ما يماثله ويشابهه قدرا وصفة. فالمثل ما يمثل به الشيء: أي يشبه. فصار المثل اسما مصرحا لهذا الذي يضرب ثم يرد إلى أصله الذي كان له من الصفة، فيقال: مثلك ومثل فلان: أي صفتك وصفته، ومنه قوله تعالى: ﴿مثل الجنة التي وعد المتقون﴾ أي صفتها، ولشدة امتزاج معنى الصفة به صح أن يقال: جعلت زيدا مثلا والقوم أمثالا، ومنه قوله تعالى: ﴿ساء مثلا القوم﴾ جعل القوم أنفسهم مثلا في أحد القولين، والله أعلم» 
أما العسكري فقد تناول ظاهرة الاقتصاد اللغوي في المثل إذ يقول: «ولما عرفت العرب الأمثال تتصرف في أكثر وجوه الكلام وتدخل في جل أساليب القول، أخرجوا في أوقاتها من الألفاظ ليخف استعمالها ويسهل تداولها، فهي من أجل الكلام وأنبله وأشرفه وأفضله، لقلة ألفاظها وكثرة معانيها ويسير مؤونتها على المتكلم من كثير عنايتها وجسيم عائداتها، ومن عجائبها أنها مع إعجازها تعمل عمل الإطناب، ولها روعة إذا برزت في أثناء الخطاب والحفظ الموكل بما راع من اللفظ وندر من المعنى» 
ويشير الماوردي إلى التأثير النفسي للأمثال قبل أن يعرض خصائصها فيقول: «وللأمثال من الكلام موقع في الأسماع وتأثير في القلوب، لا يكاد الكلام المرسل يبلغ مبلغها ولا يؤثر تأثيرها، لأن المعاني بها لائحة والشواهد بها واضحة والنفوس بها وامقة والقلوب بها واثقة والعقول لها موافقة، فلذلك ضرب الله الأمثال في كتابه العزيز وجعلها من دلائل رسله وأوضح بها الحجة على خلقه، لأنها في العقول معقولة وفي القلوب مقبولة، ولها أربعة شروط:
- أحدها: صحة التشبيه.
- والثاني: أن يكون العلم بها سابقا والكل عليها موافقا.
- والثالث: أن يسرع وصولها للفهم ويعجل تصورها في الوهم من غير ارتياء في استخراجها ولا كد في استنباطها.
- والرابع: أن تناسب حال السامع لتكون أبلغ تأثيرا وأحسن موقعا، فإذا اجتمعت في الأمثال المضروبة هذه الشروط الأربعة، كانت زينة للكلام وجلاء للمعاني وتدبرا للأفهام» [10]

## الفرق بين المثل وسواه من الأشكال التعبيرية
كثيرا ما نجد تداخلا بين المثل وغيره من الأشكال التعبيرية كالتعبير المثلي والقول المأثور والحكمة، لذلك وجب التمييز بينها وتوضيح خصائص كل منها بمقارنة بعضها ببعض.

### الفرق بين ضرب المثل والتعبير المثلي
يقول محمد توفيق أبو علي نقلا عن رودلف زلهايم: «يفترق التعبير المثلي عن المثل في أنه لا يعرض أخبارا معينة عن طريق حالة بعينها ولكنه يبرز أحوال الحياة المتكررة والعلاقات الإنسانية في صورة يمكن أن تكون جزء من جملة»
فالتعابير المثلية عبارات قائمة بذاتها تثري الكلام وتوضحه وهي تصف شخصا أو حالة معينة كقولنا «سواسية كأسنان المشط». ويمكننا القول بأن التعبير المثلي يعتمد أساسا على المجاز وهو أحد أنواع التعابير الاصطلاحية في حين أن المثل قد يخلو منه مثل قولنا «الجار قبل الدار».

### الفرق بين المثل والقول المأثور
و يسمى كذلك القول السائر، ويقول عبد الحميد بن هدوقة في مقدمة مصنفه للأمثال الجزائرية إن:
«القول السائر يقر شيئا واقعا مثل قولهم «رانا والموت ورانا» أو قولهم «كتبت التربة»، بينما المثل قد يتضمن ذلك وقد لا يتضمن، فعندما يتمثل الرجل الشعبي بهذا المثل: «راحت جوابي وعشور» فهو لا ينصح ولا يقرر، وإنما يصور ذهاب أمواله فيما لا غناء له فيه، كما ذهبت أموال الناس في العهد العثماني بين الجبايات والزكوات» 13 (توضيح) وبالتالي فإن الأقوال المأثورة تقر عموما واقعا معينا ولا تحوي معن ضمنيا.

### الفرق بين المثل والحكمة
يقول محمد توفيق أبو علي: «والمقصود من المثل الاحتجاج ومن الحكمة التنبيه والإعلام والوعظ، فالمثل فيه الحقيقة الناتجة عن تجربة، تلك التي نعتبرها أما لجميع أنواع المعرفة، أما الحكمة فهي تحديد شرط سلوكي وقيمة أخلاقية، وقد تصدر عن رؤية حدسية دون تجريب واقعي، وهي تمتاز بطابع الإبداع الشخصي والعناية الأسلوبية المتعمدة أكثر من المثل الذي، وإن كان ذا نشأة فردية في بعض الأحيان، يطبعه الاستعمال والذيوع بطابع الجماعة. إن في المثل عمقا خاصا لا تدركه الحكمة، مع أن كليهما من جوامع الكلم، إلا أن الحكمة تفيد معنى واحدا بينما يفيد المثل معنيين: ظاهرا وباطنا، أما الظاهر فهو ما يحمله من إشارة تاريخية إلى حادث معين كان سبب ظهوره، وأما الباطن فهو ما يفيد معناه من حكمة وإرشاد وتشبيه وتصوير» 14 فالحكمة إذن تتضمن موعظة أو نصيحة أو عبرة، فمن الحكم قول الإمام علي بن أبي طالب «العلم ضالة المؤمن» أو قوله «أغنى الغنى العقل وأفقر الفقر الحمق».

## الأمثال الشعبية وقيمتها الأدبية
للأمثال الشعبية قيمة أدبية كبيرة، ولقد أدرك العرب الأوائل قيمة هذا الكنز اللغوي البليغ فجمعوها في كتب للأمثال، نذكر منها مجمع الأمثال للميداني، المستقصى في أمثال العرب للزمخشري، جمهرة الأمثال للعسكري، وغيرها من الكتب.